# Ava Vincent

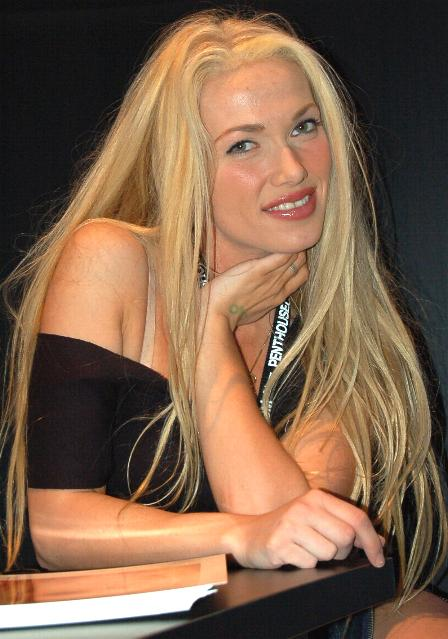
Ava Vincent auf der AVN Adult Entertainment Expo 2006

Ava Vincent (* 29. September 1975 in Placerville, Kalifornien; eigentlich Jeweliette Valmont) ist eine US-amerikanische Pornodarstellerin.

## Leben
Nach dem Abschluss der High School in Manteca, Kalifornien arbeitete sie in einem Buchladen für Erwachsene in Sacramento. Ihren ersten Film drehte sie 1998 mit Seymore Butts.
Am 2. Juli 2001 heiratete sie John Decker. 2002 wurde sie geschieden.
Sie wurde für ihre Lesben-Szene mit Syren in dem bekannten Vampir-Porno Les Vampyres des Regisseurs James Avalon sowohl mit dem XRCO Award als auch mit dem AVN Award ausgezeichnet. Sie spielte zudem in dem preisgekrönten Werk Euphoria, in Blond & Brunettes von Andrew Blake sowie die weibliche Hauptrolle in Adrenaline.

## Filmografie (Auswahl)
- 1995: Raw Sex 1

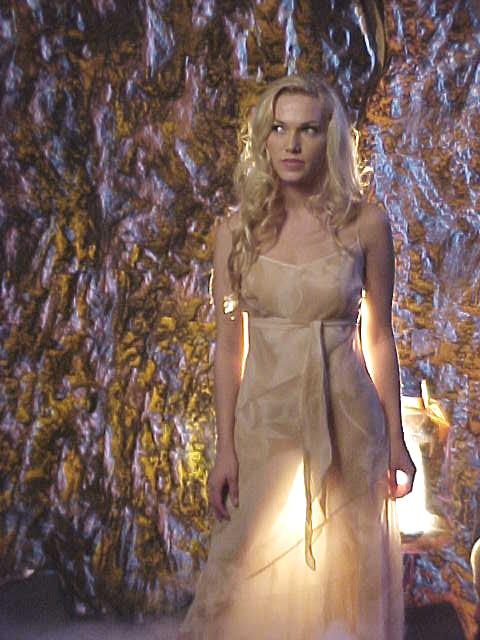
Ava Vincent am Set von Succubus im Jahr 2001

- 1999: Die sieben Sex-Sünden (Seven Deadly Sins)
- 2000: The Voyeur (Fernsehserie, zwei Folgen)
- 2000: Lüsterne Vampire (Les vampyres)
- 2001: Scharfe Biester im Gruselschloss
- 2001: Euphoria
- 2001: Blond & Brunettes
- 2001: Sex Court (Fernsehserie, eine Folge)
- 2001: Hollywood Sex Fantasy
- 2002: Sexual Confessions (Miniserie, eine Folge)
- 2002–2003: The Best Sex Ever (Fernsehserie, zwei Folgen)
- 2003: Naked Pleasures (Fernsehfilm)
- 2003: Lüsterne Vampire – Die Rückkehr (Les vampyres 2)
- 2003: Hotel Erotica (Fernsehserie, zwei Folgen)
- 2005: Naked Ambition (Fernsehfilm)

## Auszeichnungen
- 2001: AVN Award für „Best-All Girl Sex Scene“ in Les Vampyres (mit Syren)
- 2001: XRCO Award für „Best Girl-Girl Sex Scene“ in Les Vampyres (mit Syren)
- 2002: AVN Award als „Best Supporting Actress“ in Succubus
- 2002: AVN Award für „Best Group Sex Scene – Video“ in Succubus (mit Bridgette Kerkove, Nikita Denise, Herschel Savage und Trevor)
- 2005: AVN Award für „Most Outrageous Sex Scene“ in Misty Beethoven: The Musical (mit Chloe und Randy Spears)